# Two Hours with Thelonious
Two Hours with Thelonious (European Concerts by Thelonious Monk) ist ein zweiteiliges Album von Thelonious Monk. Die Aufnahmen, die bei Konzerten des Pianisten am 18. und 21. April 1961 im Olympia (Paris) und im Teatro Lirico in  Mailand entstanden waren, erschienen 1963 auf zwei Langspielplatten bei Riverside Records. Das Konzert in Mailand erschien zunächst einzeln als Monk in Italy (Riverside RM 443), das Paris Konzert 1965 als Monk in France  (RM 491).

## Hintergrund
Diese Aufnahmen von Thelonious Monk wurden von Riverside Records nach der Unterzeichnung seines Plattenvertrags bei Columbia Records veröffentlicht. Das führte zu diesem Set mit zwei LPs, das lange Durchläufe von Monks Standardrepertoire bei Konzerten in Mailand und Paris enthält. Das Monk-Quartett mit Charlie Rouse, John Ore und Frankie Dunlop bestand schon ein Jahr, als es im Frühjahr 1961 auf seine erste Europatournee ging, schrieb Thomas Fitterling. In Paris trat es im populären Veranstaltungsort „Olympia auf; der Mitschnitt stammt vom französischen Rundfunk, was die Mono-Aufnahme erklärt.“ Das Monk-Quartett wurde damals begeistert gefeiert, schrieb der Autor, und viele Kritiker sahen darin die Speerspitze der Jazzentwicklung, was sich in der Rückschau relativiere.

## Titelliste

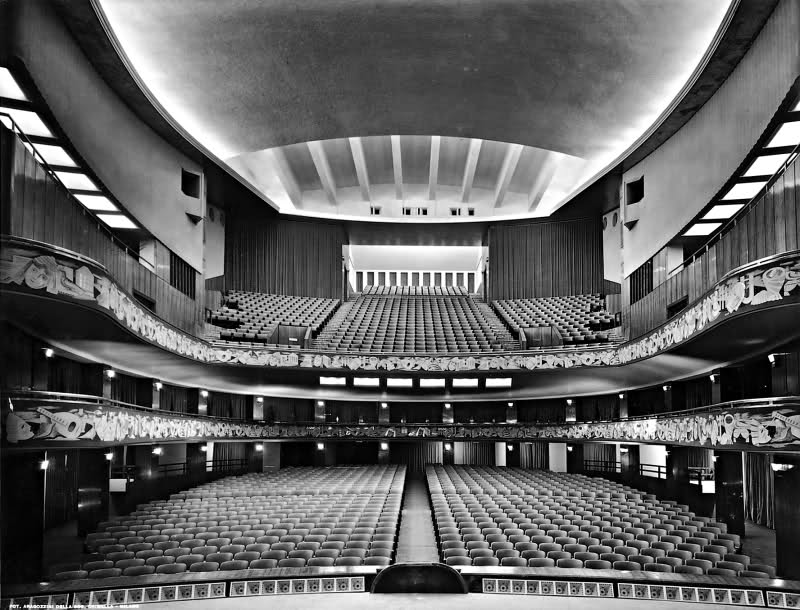
Innenraum des Teatro Lirico Mailand

- Thelonious Monk – Two Hours with Thelonious (European Concerts by Thelonious Monk) (Riverside Records – RS 9460/9461)[3]

A1  Epistrophy (Opening Theme)  6:16

A2  I Mean You  10:59

A3  Jackie-Ing (No. 1)  10:08

A4  Body and Soul (Heyman, Eyton, Green, Sour) 4:48

B1  Off Minor  11:39

B2  April in Paris (Vernon Duke, E. Y. Harburg) 1:20

B3  Rythm-A-Ning (No. 1)  10:34

B4  I’m Getting Sentimental Over You (George Bassman, Ned Washington) 8:32
C1  Milan Introduction and...Jackie-Ing (No. 2)  4:50

C2  Straight No Chaser  8:59

C3  Bemsha Swing  6:05

C4  Just a Gigolo (Irving Caesar, Julius Brammer, Leonello Casucci) 1:41

C5  Hackensack  9:45
D1  Well You Needn’t  11:27

D2  San Francisco Holiday  5:57

D3  Rythm-A-Ning (No. 2)  5:47

D4  Crepuscule with Nellie  2:49

D5  Epistrophy (Closing Theme)  4:58
- Alle anderen Kompositionen stammen von Thelonious Monk.

## Rezeption
Scott Yanow, der das Album  in Allmusic mit 4½ (von fünf) Sternen auszeichnete, meinte: „Während die Soli des Leaders/Pianisten exzellent sind und der Tenorsaxophonist Charlie Rouse in guter Form ist, klingen die Beiträge des Bassisten John Ore und des Schlagzeuger Frankie Dunlop ziemlich routinemäßig (Ore geht einfach während seiner Soli) und unnötig.“ Das gesamte Material sei zuvor in definitiveren Versionen aufgenommen worden, meint der Autor, aber dieser lange vergriffene Two-CD-Set sei immer noch recht unterhaltsam, wenn auch nicht zu einprägsam.
Nach Ansicht von Thomas Fitterling war die rhythmische Konzeption des Quartetts nicht mehr von jener Spannung, die die emotionale Hörerwartung trage. „Vergleicht man diese Rhythmusgruppe diess und der folgenden Monk-Quartette mit dem Rhythmusteam von 5 by Monk by 5, Brilliant Corners und In Orbit oder gar mit den Rhythmusgruppen der sechziger Jahre von John Coltrane oder Miles Davis, so muß doch eine gewisse Verarmung konstatiert werden.“ Bei dem Mailänder Konzert sei die Stimmung etwas weniger relaxt, doch die Musik wirke konzentrierter, und die Rhythmusgruppe agiere eine Spur weiträumiger. „Aber auch die Mailänder Aufnahmen vermitteln den Eindruck einer – durchaus positiven – Besitzstandssicherung auf höchstem Aufführungsniveau zur Zeit der größten Publikumsakzeptanz.“

## Dokumentierte Konzertmitschnitte von Monks Europatournee 1961
- Monk Around the World Mitschnitte aus Monterey, Paris, Kopenhagen, Stockholm und weiteren europäischen Städten (Label: Thelonious TMF9323 [CD])            -
- Live in Amsterdam:  Concertgebouw, Amsterdam, Holland, 15. April 1961. (Musica Jazz/Magnetic)
- Live in Amsterdam, May 1961 - Bussum, April 1961: TV Mitschnitt, Bussum, Niederlande, 15. April 1961. (Jazz Archive (Du)NJA1401)
- Quartet 1961 European Tour, Vol. 1: Live Casino, Bern, 10. Mai 1961. (Ingo (It)5)
- In Stockholm: Konserthuset, Stockholm, 16. Mai 1961. (Dragon (Swd)DRLP151/152)
- Monk in Copenhagen: Odd Fellow Palaet, Kopenhagen, 17. Mai 1961. (Storyville (Dan)STCD8283 [CD])
- Thelonious Monk Quartet: Concertgebouw, Amsterdam, 20. Mai 1961. (Netherlands Jazz Archive (Du)NJA1401 [CD])
- Thelonious Monk Quartet/Martial Solal Trio:   Live Deutscher Jazz Salon, Berlin, 22. Mai 1961. (WDR/Jazzline (G)N77009 [CD])